# Rajd Francji 2008

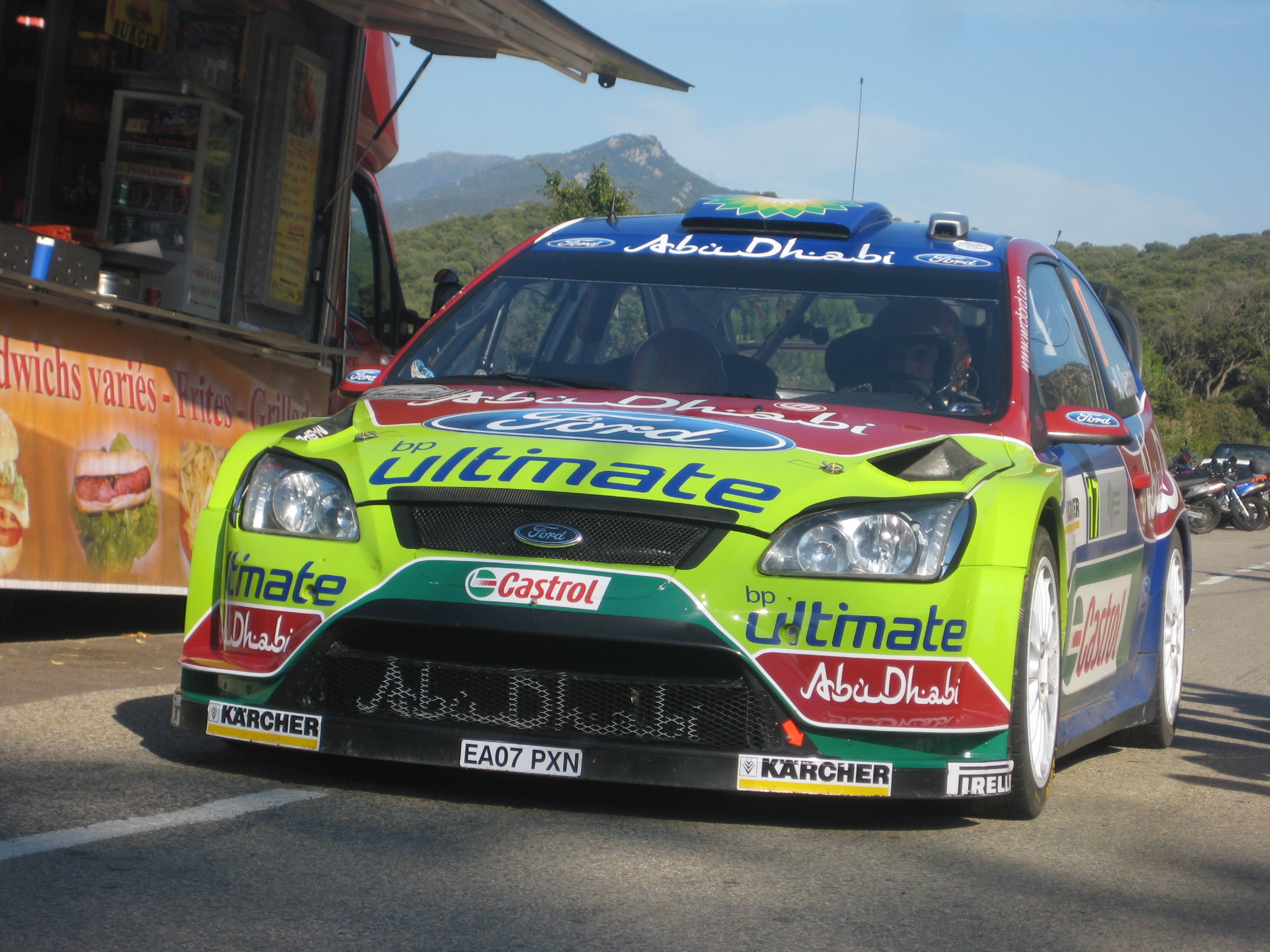
Khalid al-Qassimi podczas rajdu

Rezultaty Rajdu Francji (52ème Tour de Corse – Rallye de France), eliminacji Rajdowych Mistrzostw Świata, w 2008 roku, który odbył się w dniach 10 – 12 października. Była to trzynasta runda czempionatu w tamtym roku i czwarta asfaltowa, a także siódma i ostatnia runda serii Junior WRC. Bazą rajdu było miasto Ajaccio. Zwycięzcami rajdu została francusko-monakijska załoga Sébastien Loeb/Daniel Élena jadąca Citroënem C4 WRC. Wyprzedzili oni Finów Mikko Hirvonena i Jarmo Lehtinena w Fordzie Focusie RS WRC 08 oraz belgijsko-francuską parę François Duval/Patrick Pivato, także w Fordize Focusie RS WRC 08. Z kolei zwycięstwo w Junior WRC odnieśli Czesi Martin Prokop i Jan Tománek w Citroënie C2 S1600.

## Klasyfikacja ostateczna
| Msc.     | Kierowca           | Pilot            | Samochód               | Czas      | Strata   | Grupa | Punkty |
| WRC      | WRC                | WRC              | WRC                    | WRC       | WRC      | WRC   | WRC    |
| -------- | ------------------ | ---------------- | ---------------------- | --------- | -------- | ----- | ------ |
| 1.       | Sébastien Loeb     | Daniel Élena     | Citroën C4 WRC         | 3:42:58.0 |          | A8 M  | 10     |
| 2.       | Mikko Hirvonen     | Jarmo Lehtinen   | Ford Focus RS WRC 08   | 3:46:22.7 | +3:24.7  | A8 M  | 8      |
| 3.       | François Duval     | Patrick Pivato   | Ford Focus RS WRC 08   | 3:46:29.6 | +3:31.6  | A8 M  | 6      |
| 4.       | Jari-Matti Latvala | Miikka Antilla   | Ford Focus RS WRC 07   | 3:46:35.5 | +3:37.5  | A8 M  | 5      |
| 5.       | Petter Solberg     | Phil Mills       | Subaru Impreza WRC2008 | 3:48:33.4 | +5:35.4  | A8 M  | 4      |
| 6.       | Chris Atkinson     | Stéphane Prévot  | Subaru Impreza WRC2008 | 3:49:08.4 | +6:10.4  | A8 M  | 3      |
| 7.       | Urmo Aava          | Kuldar Sikk      | Citroën C4 WRC         | 3:50:23.2 | +7:25.2  | A8    | 2      |
| 8.       | Matthew Wilson     | Scott Martin     | Ford Focus RS WRC 07   | 3:52:00.2 | +9:02.2  | A8 M  | 1      |
|          |                    |                  |                        |           |          |       |        |
| 13.      | Toni Gardemeister  | Tomi Tuominen    | Suzuki SX4 WRC         | 3:57:29.2 | +14:31.2 | A8 M  |        |
| JWRC     |                    |                  |                        |           |          |       |        |
| 1. (19.) | Martin Prokop      | Jan Tománek      | Citroën C2 S1600       | 4:04:43.9 |          | A6    | 10     |
| 2. (20.) | Sébastien Ogier    | Julien Ingrassia | Citroën C2 S1600       | 4:05:01.6 | +17.7    | A6    | 8      |
| 3. (21.) | Pierre Campana     | Samuel Teissier  | Renault Clio R3        | 4:05:37.2 | +53.3    | A7    | 6      |
| 4. (25.) | Pierre Marché      | Julien Giroux    | Suzuki Swift S1600     | 4:06:51.8 | +2:07.9  | A6    | 5      |
| 5. (26.) | Aaron Burkart      | Michael Kölbach  | Citroën C2 S1600       | 4:07:21.7 | +2:37.8  | A6    | 4      |
| 6. (28.) | Patrik Sandell     | Emil Axelsson    | Renault Clio R3        | 4:08:08.2 | +3:24.3  | A6    | 3      |
| 7. (29.) | Florian Niegel     | André Kachel     | Suzuki Swift S1600     | 4:09:03,7 | +4:19.8  | A6    | 2      |
| 8. (30.) | Kevin Abbring      | Erwin Mombaerts  | Renault Clio R3        | 4:10:01,3 | +5:17.4  | A7    | 1      |

1. ↑  Litera M przy oznaczeniu grupy do której należy samochód oznacza, iż tylko ci kierowcy zdobywali punkty dla swoich zespołów liczonych w klasyfikacji producentów na koniec sezonu.

## Zwycięzcy odcinków specjalnych
| Dzień      | Odcinek | G. rozp. | Nazwa                         | Długość | Zwycięzca                         | Czas    | Lider rajdu    |
| ---------- | ------- | -------- | ----------------------------- | ------- | --------------------------------- | ------- | -------------- |
| 1 (10 PAŹ) | SS1     | 9:18     | Acqua Doria-Serra di Ferro 1  | 15.92km | Sébastien Loeb                    | 9:27.4  | Sébastien Loeb |
| 1 (10 PAŹ) | SS2     | 10:11    | Portigliolo-Bocca Albitrina 1 | 16.62km | Sébastien Loeb                    | 9:21.9  | Sébastien Loeb |
| 1 (10 PAŹ) | SS3     | 11:09    | Arbellara-Aullene 1           | 27.42km | Sébastien Loeb                    | 15:51.4 | Sébastien Loeb |
| 1 (10 PAŹ) | SS4     | 14:37    | Acqua Doria-Serra di Ferro 2  | 15.92km | Sébastien Loeb                    | 9:32.2  | Sébastien Loeb |
| 1 (10 PAŹ) | SS5     | 15:30    | Portigliolo-Bocca Albitrina 2 | 16.62km | Sébastien Loeb                    | 9:22.5  | Sébastien Loeb |
| 1 (10 PAŹ) | SS6     | 16:28    | Arbellara-Aullene 2           | 27.42km | Sébastien Loeb                    | 15:48.9 | Sébastien Loeb |
| 2 (11 PAŹ) | SS7     | 8:48     | Carbuccia-Scalella 1          | 21.88km | Sébastien Loeb                    | 14:26.3 | Sébastien Loeb |
| 2 (11 PAŹ) | SS8     | 10:21    | Calcatoggio Du Liamone 1      | 24.95km | Sébastien Loeb                    | 17:09.2 | Sébastien Loeb |
| 2 (11 PAŹ) | SS9     | 11:19    | Appricciani-Coggia 1          | 14:37km | Sébastien Loeb                    | 9:23.9  | Sébastien Loeb |
| 2 (11 PAŹ) | SS10    | 14:02    | Carbuccia-Scalella 2          | 21.88km | Sébastien Loeb                    | 14:33.6 | Sébastien Loeb |
| 2 (11 PAŹ) | SS11    | 15:35    | Calcatoggio Du Liamone 2      | 24.95km | Sébastien Loeb                    | 17:08.0 | Sébastien Loeb |
| 2 (11 PAŹ) | SS12    | 16:33    | Appricciani-Coggia 2          | 14.37km | François Duval                    | 9:21.3  | Sébastien Loeb |
| 3 (12 PAŹ) | SS13    | 8:43     | Agosta-Pont De Calzola 1      | 31.81km | Sébastien Loeb                    | 19:10.2 | Sébastien Loeb |
| 3 (12 PAŹ) | SS14    | 9:36     | Pietra Rossa-Verghia 1        | 26.32km | Sébastien Loeb                    | 16:25.6 | Sébastien Loeb |
| 3 (12 PAŹ) | SS15    | 12:14    | Agosta-Pont De Calzola 2      | 31.81km | Jari-Matti Latvala Sébastien Loeb | 19:22.0 | Sébastien Loeb |
| 3 (12 PAŹ) | SS16    | 13:07    | Pietra Rossa-Verghia 2        | 26.32km | Mikko Hirvonen                    | 16:27.4 | Sébastien Loeb |

## Klasyfikacja po 14 rundach
Tabele przedstawiają tylko pięć pierwszych miejsc.

### Kierowcy
| Lp. | Kierowca           | Pkt |
| --- | ------------------ | --- |
| 1   | Sébastien Loeb     | 106 |
| 2   | Mikko Hirvonen     | 92  |
| 3   | Daniel Sordo       | 59  |
| 4   | Chris Atkinson     | 45  |
| 5   | Jari-Matti Latvala | 42  |

### Producenci
| Lp. | Producent                          | Pkt |
| --- | ---------------------------------- | --- |
| 1   | Citroën Total WRT                  | 169 |
| 2   | BP Ford Abu Dhabi World Rally Team | 146 |
| 3   | Subaru World Rally Team            | 87  |
| 4   | Stobart VK Ford Rally Team         | 62  |
| 5   | Munchi's Ford WRT                  | 22  |